# Ardisia loureiroana
Ardisia loureiroana är en viveväxtart som först beskrevs av George Don jr, och fick sitt nu gällande namn av Elmer Drew Merrill. Ardisia loureiroana ingår i släktet Ardisia och familjen viveväxter. Inga underarter finns listade i Catalogue of Life.